# Eilema ramdimbyi
Eilema ramdimbyi är en fjärilsart som beskrevs av De Toulgoët 1957. Eilema ramdimbyi ingår i släktet Eilema och familjen björnspinnare. Inga underarter finns listade i Catalogue of Life.